# Feliniopsis nigribarbata
Feliniopsis nigribarbata är en fjärilsart som beskrevs av George Francis Hampson 1908. Feliniopsis nigribarbata ingår i släktet Feliniopsis och familjen nattflyn. Inga underarter finns listade i Catalogue of Life.